# Antybioza
Antybioza – szczególny rodzaj antagonizmu, powszechny wśród mikroorganizmów, polegający na wydzielaniu przez nie toksycznych związków chemicznych, które hamują rozwój innych mikroorganizmów lub działają na nie zabójczo. Przykładem tego typu zjawiska jest produkcja antybiotyków przez niektóre grzyby.
Odpowiednikiem antybiozy u roślin jest allelopatia.